# Fontanar
Fontanar è un comune spagnolo di 2 338 abitanti situato nella comunità autonoma di Castiglia-La Mancia.